# Distrito electoral de Thebes (Illinois)
Thebes (en inglés: Thebes Precinct) es un distrito electoral ubicado en el condado de Alexander en el estado estadounidense de Illinois. En el Censo de 2010 tenía una población de 847 habitantes y una densidad poblacional de 10,79 personas por km².

## Geografía
Thebes se encuentra ubicado en las coordenadas 37°12′40″N 89°23′58″O / 37.21111, -89.39944. Según la Oficina del Censo de los Estados Unidos, Thebes tiene una superficie total de 78.52 km², de la cual 74.39 km² corresponden a tierra firme y (5.25%) 4.12 km² es agua.

## Demografía
Según el censo de 2010, había 847 personas residiendo en Thebes. La densidad de población era de 10,79 hab./km². De los 847 habitantes, Thebes estaba compuesto por el 86.07% blancos, el 10.63% eran afroamericanos, el 0.12% eran amerindios, el 0% eran asiáticos, el 0% eran isleños del Pacífico, el 1.06% eran de otras razas y el 2.13% pertenecían a dos o más razas. Del total de la población el 2.24% eran hispanos o latinos de cualquier raza.